# Cucujus cinnaberinus
Cucujus cinnaberinus е вид насекомо от семейство Cucujidae. Видът е почти застрашен от изчезване.

## Разпространение и местообитание
Видът е разпространен в Европа, най-вече Централна Европа и по-рядко в Южна и Западна Европа. Този бръмбар живее под кората на дърветата.